# التخطيط الإعلامي
يتم الاستعانة بمصادر خارجية للتخطيط الإعلامي عموماً ويستلزم تحديد مصادر واختيار منصات الوسائط المثالية لاستخدام العلامة التجارية أو المنتج الخاص بالعميل. الهدف من التخطيط الإعلامي هو تحديد أفضل مزيج من الوسائط لتحقيق أهداف العملاء. في عملية التخطيط، يحتاج المخطط الإعلامي الى الإجابة على أسئلة مثل:
- كم عدد الجمهور الذي يمكن الوصول إليه من خلال وسائل الاعلام المختلفة؟

- ماهي المنصة (والمركبات الإعلانية) التي يجب وضع الإعلانات عليها؟

- كم مرة يجب وضع الإعلانات؟

- ما مقدار الأموال التي ينبغي انفاقها على كل وسيلة؟

قد يمثل اختيار الوسائط أو نوع الإعلان الذي سيتم استخدامه تحدياً للشركات الصغيرة ذات الميزانيات والدراية المحدودة. غالباً ما تكون أجهزة التلفاز والصحف في الأسواق الكبيرة مكلفة للغاية بالنسبة لشركة تخدم منطقة صغيرة فقط (على الرغم من إمكانية استخدام الصحف المحلية). المجلات، ما لم تكن محلية، عادة ما تغطي مساحة كبيرة جدًا بحيث لا تكون فعالة من حيث التكلفة بالنسبة لشركة صغيرة، على الرغم من أن بعض المنشورات الوطنية تقدم طبعات إقليمية أو خاصة بالمدينة. منذ ظهور وسائل التواصل الاجتماعي، قد تستفيد الشركات الصغيرة ذات الميزانيات المحدودة من استخدام إعلانات وسائل التواصل الاجتماعي لأنها فعالة من حيث التكلفة وسهلة الإدارة ودقيقة وتقدم عائداً كبيراً على الاستثمار. في بعض الوكالات، سيعمل المخطط الإعلامي مع منفذ الوسائط.

## تطوير خطة إعلامية

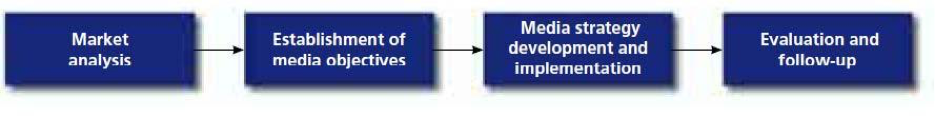
تطوير الخطة الإعلامية

الغرض الأساسي من الخطة الإعلامية هو تحديد أفضل طريقة لتوصيل الرسالة إلى الجمهور المستهدف. تحدد الخطة الإعلامية عملية منهجية تعمل على مزامنة جميع العناصر المساهمة من أجل تحقيق هذا الهدف المحدد. يتم تقسيم الخطة الإعلامية إلى أربع مراحل؛ تحليل السوق وتحديداً الأهداف الإعلامية وتطوير الإستراتيجية الإعلامية وتنفيذها والتقييم والمتابعة.
يمكن إجراء أوجه تشابه مع مفاهيم تسويقية أخرى مثل عملية اتخاذ قرار المستهلك مع مقارنات مثل زيادة الوعي بالعلامة التجارية، وتحسين صورة العلامة التجارية، وتعظيم رضا العملاء.
المرحلة الأولى من أي خطة إعلامية هي التحليل الأولي للسوق، والذي يتكون من تحليل الوضع وخطة استراتيجية التسويق. وتشكل هذه أساس المعلومات التي تعتمد عليها بقية الخطة الإعلامية. الغرض من تحليل الموقف هو فهم مشكلة التسويق فيما يتعلق بمنافسيهم. على سبيل المثال، إجراء مراجعة داخلية وخارجية أو تقييم الإستراتيجية التنافسية.
يجب أن تحدد خطة استراتيجية التسويق أهدافاً وغايات محددة التي من شأنها حل مشكلات التسويق التي تطورت. بمجرد اكتمال تحليل السوق يجب أن تشير المعرفة المحسنة المكتسبة إلى السوق المستهدف المعروض. تمكين المسوقين من فهم المكان الذي ستكون فيه المساحة الإعلانية الرئيسية للحصول على عرض كافٍ، وما هي العوامل التي تؤثر على تلك الفئة الديموغرافية المحددة، وكيفية الترويج للجمهور بشكل فعال.
المرحلة الثانية في الخطة الإعلامية هي تحديد الأهداف الإعلامية وكما يؤدي التحليل التسويقي إلى أهداف تسويقية محددة، فإن هذه المرحلة ستؤدي إلى أهداف إعلامية واضحة؛ مثل خلق صورة إيجابية للعلامة التجارية من خلال تحفيز الإبداع. وينبغي أن تقتصر هذه الأهداف على تلك التي لا يمكن تحقيقها إلا من خلال الاستراتيجيات الإعلامية.
إن تطوير وتنفيذ الإستراتيجية الإعلامية هو المرحلة الثالثة وهي النقطة في العملية التي تتأثر بشكل مباشر بالإجراءات من الأهداف المحددة مسبقًا. تؤخذ الإجراءات التي تحقق هذه الأهداف بعين الاعتبار مع المعايير التالية: مزيج الوسائط والسوق المستهدف واعتبارات التغطية  والتغطية الجغرافية والجدولة والوصول والتكرار والجوانب الإبداعية والمزاج والمرونة أو اعتبارات الميزانية. يتم شرح كل من هذه المعايير بإيجاز أدناه:
- مزيج الوسائط – مزيج من قنوات الاتصال والإعلام المستخدمة لتحقيق الأهداف التسويقية، مثل منصات الوسائط الاجتماعية والمجلات.

- السوق المستهدف – مجموعة محددة من المستهلكين الذين تم تحديدهم لتوجيه حملاتهم التسويقية والإعلانية نحوهم، حيث أنهم الأكثر احتمالية لشراء منتج معين.

- مراعاة التغطية - لتغيير مستوى تعرض الوسائط للسوق المستهدف، مع تقليل مقدار التعرض المفرط والتشبع في التركيبة السكانية الأخرى.

- التغطية الجغرافية - زيادة التركيز على منطقة معينة قد يزدهر فيها الإهتمام، مع تقليل التعرض للمناطق الأقل أهمية.

- الجدولة – مفهوم موازاة نشاط الاتصال ليتزامن مع أوقات الذروة المحتملة لتعرض المستهلك، مثل مباراة رياضية كبيرة على شاشة التلفزيون.

- الوصول والتكرار - قرار رؤية / سماع رسالة معينة من قبل عدد كبير (الوصول) أو عرض نفس الرسالة لمجموعة أصغر في كثير من الأحيان (التكرار).

- النواحي الإبداعية والحالة المزاجية - يجب مراعاة وسائل الاتصال المختلفة عند تطوير الحملة قد تكون وسائل التواصل الاجتماعي أكثر فعالية في توليد المشاعر من ملصق لوحة إعلانية على الطريق الرئيسي.

- المرونة – من أجل التكيف مع بيئات التسويق المتغيرة بسرعة، من المهم أن تكون الاستراتيجيات مرنة. مثل الفرص الفريدة في السوق أو توفر الوسائط أو تهديدات العلامة التجارية.

- اعتبارات الميزانية – يجب إدارة العلاقة بين فعالية الحملة الإعلامية والتكلفة المعنية بعناية. يجب أن يكون هناك مستوى مثالي من الاستجابة من المستهلك لسعر التعرض.

المرحلة الأخيرة في الخطة الإعلامية هي تقييم فعالية الخطة وتحديد المتابعة المطلوبة. من المهم تقييم ما إذا كان كل هدف تسويقي وإعلامي فردي قد تم تحقيقه، لأنه إذا كان ناجحًا فسيكون من المفيد استخدام نموذج مماثل في الخطط المستقبلية.

## مكونات الخطة الإعلامية
- تحديد مشكلة التسويق. من أين تأتي الأعمال وأين توجد إمكانية زيادة الأعمال؟ هل يجب أن يصل الإعلان إلى الجميع أم إلى مجموعة مختارة فقط من المستهلكين؟ كم مرة يتم استخدام المنتج؟ ما مقدار الولاء للمنتج الموجود؟ كيف يمكن بناء الوعي أو تحفيز التفكير من خلال استخدام المواد السياقية المحسنة؟

- ترجمة متطلبات التسويق إلى أهداف إعلامية. هل يجب أن يصل الإعلان إلى الأشخاص في منطقة واسعة؟ ومن ثم قد تنجح وسائل الإعلام، مثل الصحف والراديو. إذا كان السوق المستهدف عبارة عن مجموعة مختارة في منطقة جغرافية محددة، فقد يكون البريد المباشر هو الأفضل.

- تحديد الحل الإعلامي من خلال صياغة الاستراتيجيات الإعلامية. على سبيل المثال، القاعدة الأساسية هي أن الإعلان المطبوع يجب أن يتم عرضه ثلاث مرات قبل أن يتم ملاحظته. تكون الإعلانات الإذاعية أكثر فعالية عندما يتم تشغيلها في أوقات معينة من اليوم أو حول برامج معينة، اعتمادًا على السوق الذي يتم الوصول إليه.

تشمل الخطوات الرئيسية للتخطيط الإعلامي ما يلي:
- 1 - الاستهداف

- 2 - المسح البيئي

- 3 - فهم الجمهور

- 4 - تحديد المحتوى

- 5- التحكم[4]

## تشمل وسائل الإعلان
- وسائل التواصل الاجتماعي (فيسبوك وتويتر وانستقرام وبينترست وواتس اب وتيك توك، إلخ.)
- التلفزيون (الإعلان التلفزيوني/الإعلان التلفزيوني، رعاية التلفزيون)

- راديو (AMو FMو XMو باندورا وسبوتيفي)

- الصحف

- المجلات (الاستهلاكية والتجارة)

- اللوحات الإعلانية الخارجية. (المطبوعة والرقمية)

- التجريبية المحيطة

- يمكن أن تكون وسائل النقل العام في وسائل النقل أو في المحطة نفسها

- الوسائط المباشرة (DM)

- الإعلانات الرقمية (مثل تطبيقات الويب والجوال وتطبيقات الهاتف المحمول)

- التسويق عبر محركات البحث (SEM، التسويق بالكلمات الرئيسية في محركات البحث)

- الإعلانات المتخصصة (على عناصر مثل علب الثقاب وأقلام الرصاص والتقويمات ولوحات الهاتف وأكياس التسوق وما إلى ذلك)

- الوسائط الأخرى (الكتالوجات والعينات والنشرات والكتيبات والنشرات الإخبارية وما إلى ذلك).

## العوامل التي يجب مراعاتها عند مقارنة الوسائط الإعلانية المختلفة
- الوصول - يتم التعبير عنه كنسبة مئوية، الوصول هو عدد الأفراد (أو المنازل) الذين سيتم عرض المنتج لهم من خلال الوسائط المجدولة على مدار فترة زمنية.

- التكرار - باستخدام وسائط محددة، كم مرة في المتوسط يجب أن يتعرض الأفراد في الجمهور المستهدف للرسالة الإعلانية؟ يستغرق الأمر في المتوسط ثلاث مرات أو أكثر من التعرض لرسالة إعلانية قبل أن يتخذ المستهلكون أي إجراء.

- التكلفة لكل ألف - ما هي تكلفة الوصول إلى ألف عميل محتمل (طريقة تستخدم في مقارنة الوسائط المطبوعة)؟ لتحديد تكلفة المنشور لكل ألف، والمعروفة أيضًا باسم CPM، قم بتقسيم تكلفة الإعلان على توزيع المنشور، مضروبًا في عدد القراء لكل نسخة، بالآلاف. على سبيل المثال، يبلغ التوزيع المدقق للمجلة "أ" 250.000 مع معدل قراء مدققين لكل نسخة، أو RPC قدره 3.5. تبلغ تكلفة الإعلان على صفحة كاملة في المجلة 45 ألف دولار. لذلك، التكلفة لكل ألف ظهور = 45000 دولار أمريكي / (1000000 × 3.5) × 1000. لذا، التكلفة لكل ألف ظهور للمجلة أ = 12.85 دولارًا أمريكيًا. إن استخدام التكلفة لكل ألف ظهور لتقييم الوسائط يجعلها مقارنة "من التفاح إلى التفاح".

- التكلفة لكل نقطة - ما هي تكلفة شراء نقطة تصنيف واحدة لجمهورك المستهدف وهي طريقة تستخدم في مقارنة وسائط البث. نقطة التقييم الواحدة تساوي 1% من الجمهور المستهدف. قم بتقسيم تكلفة الجدول الذي يتم النظر فيه على عدد نقاط التصنيف التي يقدمها.

- التأثير - هل توفر الوسيلة المعنية فرصًا كاملة لجذب الحواس المناسبة، مثل البصر والسمع، في تصميمها الجرافيكي وجودة الإنتاج؟

- الانتقائية - إلى أي درجة يمكن أن تقتصر الرسالة على هؤلاء الأشخاص المعروفين بأنهم الأكثر منطقية؟

يعد الوصول والتكرار جانبين مهمين في الخطة الإعلانية ويتم استخدامهما لتحليل جداول الإعلانات البديلة لتحديد أي منها يحقق أفضل النتائج بالنسبة لأهداف الخطة الإعلامية. بشكل عام، ستستخدم مدى الوصول عندما تتطلع إلى زيادة قاعدة عملائك من خلال جذب المزيد من الأشخاص لشراء منتجك وستتميز بالتكرار عندما تحتاج إلى تضييق نطاق اتصالاتك إلى جمهور أكثر تحديدًا ولكنك تحتاج إلى زيادة عدد المرات التي يقومون فيها بذلك. يمكن أن يتعرض لرسالتك من أجل إحداث تغيير في السلوك.
احسب مدى الوصول والتكرار ثم قارن بينهما على أساس عدد الأشخاص الذين سيتم الوصول إليهم في كل جدول وعدد المرات التي سيتواصل فيها الإعلان مع الشخص العادي. لنفترض أن الإعلان ظهر في كل من البرامج التليفزيونية الأربعة (أ، ب، ج، د)، ولكل برنامج تقييم 20، مما يؤدي إلى إجمالي 80 نقطة تقييم. من الممكن أن يرى بعض المشاهدين أكثر من إعلان واحد، وقد يرى بعض مشاهدي البرنامج "أ" أيضًا البرنامج "ب" أو "ج" أو "د" أو أي مجموعة منها.
على سبيل المثال، من بين 100 منزل تلفزيوني، يتعرض إجمالي 40 منزلًا لبرنامج تلفزيوني واحد أو أكثر. وبالتالي فإن مدى وصول البرامج الأربعة مجتمعة يبلغ 40 بالمائة (يتم الوصول إلى 40 منزلًا مقسومًا على عدد سكان منزل التلفزيون البالغ عددهم 100).
لقد رسم الباحثون مدى الوصول الذي تم تحقيقه باستخدام جداول إعلامية مختلفة. يتم وضع هذه الجداول في صيغ يمكن من خلالها تقدير مستوى التسليم (الوصول) لأي جدول زمني محدد. منحنى الوصول هو المصطلح الفني الذي يصف كيفية تغير مدى الوصول مع زيادة استخدام الوسيط.
الآن افترض نفس الجدول الزمني لإعلان تجاري واحد في كل من البرامج التلفزيونية الأربعة (A، B، C، D) لتحديد مدى الوصول مقابل التردد. في مثالنا، شاهد 17 منزلًا برنامجًا واحدًا فقط، وشاهد 11 منزلًا برنامجين، وشاهد سبعة منازل ثلاثة برامج، وشاهد خمسة منازل جميع البرامج الأربعة. إذا أضفنا عدد البرامج التي شاهدها كل منزل فإن إجمالي المنازل الأربعين شاهدت ما يعادل 80 برنامجًا وبالتالي تعرضت لما يعادل 80 إعلانًا تجاريًا. ومن خلال قسمة 80 على 40، نثبت أن أي منزل تعرض لإعلانين تجاريين في المتوسط.
لزيادة مدى الوصول، قم بتضمين وسائط إضافية في الخطة أو قم بتوسيع توقيت الرسالة. على سبيل المثال، إذا قمت بشراء "وقت القيادة" على الراديو، فإن بعض المواقع النهارية والمسائية ستزيد من عدد الجمهور. لزيادة التكرار، قم بإضافة نقاط أو إدراجات إلى الجدول. على سبيل المثال، في حالة تشغيل ثلاث إدراجات في مجلة محلية، قم بزيادة ذلك إلى ستة إدراجات بحيث يتعرض الجمهور للإعلان أكثر من مرة.
تُستخدم نقاط التصنيف الإجمالية (GRPs) لتقدير مدى وصول البث وتكراره من الجداول والصيغ. بمجرد تحديد التسليم المجدول من منحنيات الوصول، احصل على متوسط التكرار عن طريق قسمة GRPs على مدى الوصول. على سبيل المثال، 200 نقطة تقييم إجمالية مقسومة على مدى وصول بنسبة 80 بالمائة يساوي متوسط تكرار يبلغ 2.5.

## الوصول والتكرار
يعد الوصول أحد أهم العوامل في التخطيط الإعلامي، بما أن التخطيط الإعلامي بأكمله يدور حول مدى الوصول. الغرض من الوصول هو عرض العلامة التجارية (Belch & Belch، 2012). كلما زاد الوصول؛ كلما زاد التعرض للعلامة التجارية (Belch & Belch، 2012) وبطبيعة الحال ارتفاع التعرض يعني فرصا عالية للعملاء الجدد، عندما يتعلق الأمر بالتخطيط الإعلامي تقرر معظم الشركات بشكل متقدم ما هو السوق المستهدف (Belch & Belch، 2012)، إنهم يختارون السوق المستهدف على افتراض أنهم يعرفون بالفعل من سيكون عملاؤهم (Ossi, 2015).
على الرغم من أن اختيار السوق المستهدفة للوصول في التخطيط الإعلامي يمكن أن يكون وسيلة ناجحة للغاية للوصول إلى العملاء المحتملين للعلامة التجارية، إلا أن هذه الطريقة تترك العملاء المحتملين خارج السوق المستهدفة؛ العملاء الذين اعتقدت العلامة التجارية أنه ليس من المهم الوصول إليهم (Ossi, 2015). تصل الشركات الذكية أيضًا إلى خارج السوق المستهدفة لمعرفة القطاعات الأخرى التي يمكن استهدافها (Ossi, 2015)، لذلك فإن البدء بمدى أوسع ومن ثم اختيار الأسواق المستهدفة سيكون قرارًا مستنيرًا للغاية؛ مستمدة من بيانات فعلية وليس مجرد افتراضات، يعد الوصول الأوسع مفيدًا أيضًا للوعي العام بالعلامة التجارية وإلا فإن العديد من الأشخاص خارج السوق المستهدفة لن يسمعوا أبدًا عن العلامة التجارية.
في التخطيط الإعلامي، يعد التردد أيضًا عاملاً مهمًا جدًا يجب أخذه في الاعتبار، تقول معظم الشركات الصغيرة "نريد فقط أن نرى ما سيحدث" مما يؤدي إلى إهدار أموالهم مما يؤدي إلى خيبة الأمل في التخطيط الإعلامي ("أهمية التردد"، بدون تاريخ). في الإعلانات، مرة واحدة لا تكفي ("أهمية التكرار"، بدون تاريخ). أكبر مشكلة في التخطيط الإعلامي هي؛ يفترض المعلنون أن شخصًا ما سيرى إعلانهم ويمشي في متجرهم ويشتري شيئًا ما!! وهذا بالتأكيد ليس ما يحدث، يوجد خمس خطوات مختلفة لدورة الشراء التي يمر بها المستهلك قبل الشراء الفعلي لشيء ما (Euan, 2013). وهي الوعي والاهتمام والحاجة والمقارنة والشراء ("أهمية التكرار" بدون تاريخ). يعد التكرار أمرًا مهمًا لأنه يدفع المستهلك نحو الخطوة الفعلية لشراء شيء ما، يعد فهم كيفية مرور المستهلك خلال دورة الشراء أمرًا ضروريًا للغاية لفهم أهمية التردد في التخطيط الإعلامي. كانت فكرة الوصول موجودة في البداية لزيادة الوعي والتعرض ولكن الناس ينسون ذلك.
80% من الناس ينسون الإعلان الذي يشاهدونه خلال 24 ساعة أو حتى قبل ذلك ("أهمية تكرار الإعلان"، 2016). لذا فإن التكرار مهم أيضًا للوعي مما يقلل من فرص النسيان. ثانيًا، التردد يبني الألفة والألفة تبني الثقة ("أهمية التردد" بدون تاريخ) والثقة تبني الاهتمام. في حالة الحاجة، من المؤكد أن المستهلك على دراية بالشركة ولديه قدر من الثقة/ الاهتمام ومرة أخرى يلعب التردد دورًا أساسيًا وهو التذكر والثقة والاهتمام. يساعد التردد العالي أيضًا على التغلب على المنافسة ("أهمية تردد الإعلان،" 2016). وأخيرًا، يكون المستهلك في الخطوة الأخيرة من دورة الشراء، وذلك بمساعدة الإعلانات المتكررة. وبدون القدر الجيد من التكرار، سيكون من غير المرجح أن يصل المستهلك إلى خطوة الشراء. وبالتالي، فإن التكرار مهم لأن الإعلان المتسق يعزز الوعي بالعلامة التجارية وتفضيلها والولاء لها بين المستهلكين الحاليين والمحتملين. يلعب الصبر والتكرار الفعال دورًا كبيرًا في نجاح الأعمال على المدى الطويل.

## التخطيط الإعلامي غير المقاس
قبل الحصول على البيانات التاريخية والحالية لخيارات الوسائط الجديدة، فإن العديد من أدوات المخطط التقليدية تكون في وضع حرج. ابتكر FCB خوارزمية وبرنامجًا لقياس هذه الوسائط المحتملة الجديدة بشكل غير مباشر من خلال مقارنة التركيبة السكانية المستهدفة المخطط لها ومقارنتها بمواضع المواضيع البالغ عددها 150 موضوعًا. يتم قياس برنامج "الحكم" الخاص بهم باستخدام "مربع دلتا" - كلما كان أقل كلما كان ذلك أفضل.

## الأدوات المستخدمة في التخطيط الإعلامي
- أدوات البحث عن الإعلانات عبر الإنترنت - Alexa وNielsen Online وQuantcast وSimilarWeb وThalamus وSRDS وCompete

- أدوات الاستخبارات التنافسية للإعلان عبر الإنترنت - MOAT وAdbeat وWhatrunswhere وKeywordspy[7]

- منصات جانب الطلب - Doubleclick Bid Manager، Turn، AppNexus، Adobe Media Optimizer

- أدوات البحث عن الإعلانات غير المتصلة بالإنترنت - Nielsen Media Research for GRPs لقياس جمهور التلفزيون، وNielsen Audio لقياس الراديو (المعروفة سابقًا باسم Arbitron)، وSRDS من Kantar Media لبطاقات أسعار الإعلانات المطبوعة

- تخطيط التصور والتخطيط الانسيابي - SQAD Mediatools

مخطط الوسائط: يُعرف أيضًا باسم مخططي العلامات التجارية والمحلل الاستراتيجي للعلامة التجارية وكبير مخططي الوسائط وهم يعملون في وكالات الإعلان وينشئون حملات إعلانية للعديد من العملاء. يعمل المخطط الإعلامي مع العملاء لمساعدتهم على اتخاذ القرارات بشأن كيفية أداء حملة إعلامية معينة. تقديم حلول الأعمال لعملائهم وتحليل البيانات والتفكير بشكل إبداعي وتصميم استراتيجيات مبتكرة.